# Independencia (Bácum)
Independencia o también llamado Campo 104, es un ejido del municipio de Bácum ubicado en el sur del estado mexicano de Sonora en la zona del Valle del Yaqui cercano a la afluencia del río Yaqui. Según los datos del Censo de Población y Vivienda realizado en 2020 por el Instituto Nacional de Estadística y Geografía (INEGI), Independencia tiene un total de 341 habitantes.

## Geografía
Véase también: Geografía del municipio de Bácum
Independencia se sitúa en las coordenadas geográficas 27°21'38" de latitud norte y 110°09'40" de longitud oeste del meridiano de Greenwich, a una elevación de 11 metros sobre el nivel del mar, se encuentra en el territorio sur del municipio de Bácum, en el valle del Yaqui.